# Ochraethes citrinus
Ochraethes citrinus är en skalbaggsart som först beskrevs av Louis Alexandre Auguste Chevrolat 1860.  Ochraethes citrinus ingår i släktet Ochraethes och familjen långhorningar.
Artens utbredningsområde är Honduras. Inga underarter finns listade i Catalogue of Life.